# Egnasia scotopasta
Egnasia scotopasta là một loài bướm đêm trong họ Noctuidae.